# Смолярик білолобий
Смоля́рик білолобий (Oenanthe albifrons) — вид горобцеподібних птахів родини мухоловкових (Muscicapidae). Мешкає на півночі Субсахарської Африки. Раніше цей вид відносили до роду Смолярик (Myrmecocichla), однак за результатами молекулярно-генетичного дослідження його було переведено до роду Кам'янка (Oenanthe).

## Опис
Довжина птаха становить 15-16 см, вага 18-25 г.  Самці мають повністю чорне, блискуче забарвлення. На лобі біла пляма, махові пера сліблясто-сірі, помітні в польоті. Дзьоб і лапи чорні. Самиці мають тьмяніше, чорнувато-буре забарвлення, горло і лоб у них сірі.

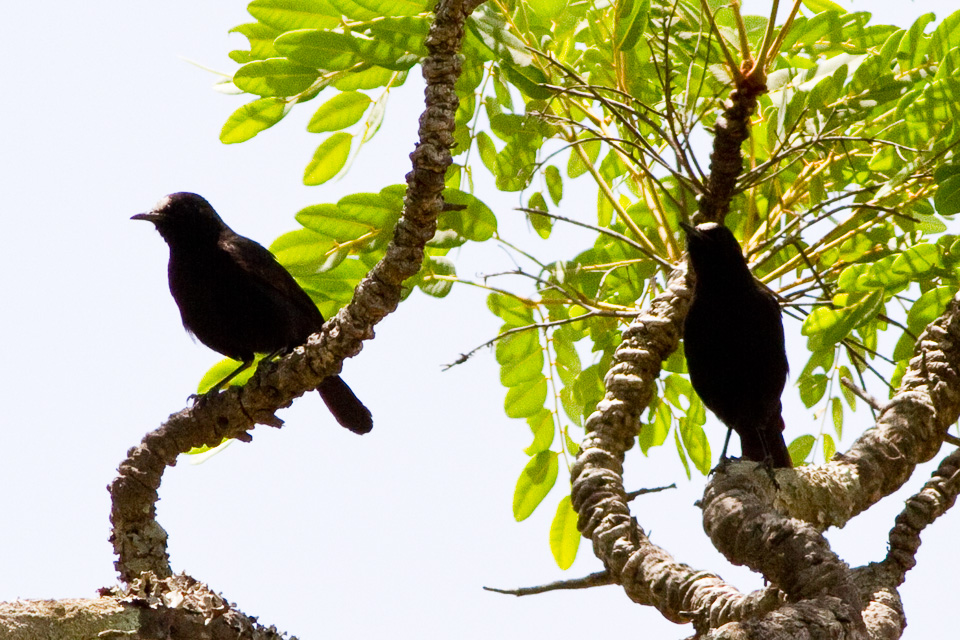
Білолобі смолярики

## Підвиди
Виділяють п'ять підвидів:
- O. a. frontalis (Swainson, 1837) — від Сенегалу і Гамбії до північного Камеруну і Чаду;
- O. a. limbata (Reichenow, 1921) — схід Камеруну, ЦАР;
- O. a. albifrons (Rüppell, 1837) — Еритрея і північно-західна Ефіопія;
- O. a. pachyrhyncha (Neumann, 1906) — південно-західна Ефіопія;
- O. a. clericalis (Cabanis, 1882) — Південний Судан, північний схід ДР Конго і Уганда.

## Поширення і екологія
Білолобі смолярики мешкають в Сенегалі, Гамбії, Гвінеї, Гвінеї-Бісау, Малі, Буркіна-Фасо, Кот-д'Івуарі, Гані, Того, Беніні, Нігері, Нігерії, Камеруні, Центральноафриканській Республіці, Чаді, Демократичній Республіці Конго, Південному Судані, Уганді, Ефіопії і Еритреї. Вони живуть в саванах, сухих чагарникових заростях і на сухих луках. Живляться комахами.